# 大岭革命烈士纪念碑
大岭革命烈士纪念碑，位于中国广东省清远市连州市西江镇大岭脚，为连州市的一个市级文物保护单位，类型为近现代重要史迹及代表性建筑，公布时间为1996年8月。
大岭革命烈士纪念碑建于1958年。